# Don Frye
Donald Frye (Sierra Vista, 23 novembre 1965) è un wrestler, ex lottatore di arti marziali miste ed attore statunitense.
È stato un campione nella Ultimate Fighting Championship, avendo vinto i tornei UFC 8 e Ultimate Ultimate 1996 lo stesso anno; è stato inoltre finalista nel torneo UFC 10.
Vanta il record UFC per il maggior numero di vittorie nell'arco di un anno, in quanto nel solo 1996 vinse ben nove incontri sui dieci disputati; vanta anche uno dei più veloci KO nella storia dell'organizzazione, avendo messo al tappeto in soli otto secondi Thomas Ramirez nel suo primo incontro in carriera.
Come wrestler si è reso noto nel circuito giapponese grazie alle vittorie nei tornei Antonio Inoki Final Opponent (1998) e G1 World Climax (2001).
In qualità di attore ha recitato in vari film dal 2004 in poi come Gojira - Final Wars, Big Stan e Nemico pubblico - Public Enemies, quasi sempre ricoprendo ruoli minori.

## Carriera nelle arti marziali miste

### Inizi
Don Frye iniziò a praticare lotta libera presso l'istituto Buena High School di Sierra Vista, in Arizona; quando passò al college venne allenato dalla futura leggenda dell'UFC Dan Severn, sotto la cui guida vinse degli eventi di lotta libera e lotta greco-romana validi per qualificarsi alle olimpiadi di Seul 1988.
Successivamente si trasferì all'Oklahoma State University-Stillwater, dove fece la conoscenza di un altro mostro sacro dell'UFC, ovvero Randy Couture.
Nel 1989 Frye si dedicò anche al pugilato, prendendo parte ad un solo incontro da professionista, peraltro vinto per KO al primo round.

### Ultimate Fighting Championship
Considerato assieme a Marco Ruas come uno dei primi lottatori di arti marziali miste a non essersi focalizzato su un solo stile di combattimento (oltre a lotta libera e boxe praticò il judo) Frye fece la sua apparizione nel circuito UFC nel 1995 come allenatore ed accompagnatore di Dan Severn, il quale vinse il torneo Ultimate Ultimate 1995.
Il 1996 fu l'anno della consacrazione di Frye come lottatore di MMA, in quanto prese parte al torneo UFC 8 a Porto Rico accompagnato da Severn, e vinse il torneo openweight sconfiggendo in una sola notte il lottatore di casa Thomas Ramirez in soli 8 secondi (record di KO più veloce in UFC, superato solo nel 2006 da Duane Ludwig), Sam Adkins per KO in meno di un minuto ed in finale impiegò più di due minuti per avere la meglio su Gary Goodridge.
Prese parte anche alla serata UFC 9 dove avrebbe dovuto affrontare Marco Ruas, ma quest'ultimo fu indisponibile e fu rimpiazzato con il connazionale Amaury Bitetti, sconfitto per KO.
Sempre nel 1996 si iscrisse al torneo UFC 10, dove faticò ad arrivare in finale e lì affrontò il fuoriclasse Mark Coleman che sconfisse Frye per KO tecnico dopo più di 11 minuti di combattimento.
Nel dicembre dello stesso anno Frye lasciò ancora una volta il suo nome nella storia dell'UFC, partecipando al torneo Ultimate Ultimate 96 e vincendolo grazie a tre successi per sottomissione su Gary Goodridge, Mark Hall e Tank Abbott.
Dopo quel torneo Frye si ritirò dall'UFC per dedicarsi al wrestling professionista in Giappone.

### Pride Fighting Championships
Dopo una parentesi nelle leghe nipponiche di wrestling Frye tornò alle arti marziali miste grazie alla prestigiosa federazione giapponese Pride.
Il suo primo incontro avvenne nel 2001 contro Gilbert Yvel, contro il quale vinse per squalifica dell'olandese, che ripetutamente attaccò Frye agli occhi.
Successivamente sottomise il kickboxer di K-1 Cyril Abidi con uno strangolamento e ottenne una vittoria contro la leggenda delle MMA statunitensi Ken Shamrock.
Nel 2002 Frye combatté un drammatico incontro con Yoshihiro Takayama, in quanto ad un certo punto i due lottatori abbassarono la guardia e iniziarono a colpirsi al volto vicendevolmente senza abbozzare alcuna difesa: Frye vinse per KO.
Al termine di quell'anno iniziò il declino di Frye: il primo a punirlo fu il campione olimpico di judo Hidehiko Yoshida, il quale sottomise lo statunitense con un armbar nel primo round.
Oltretutto, qualche mese prima, Frye combatté un incontro di kickboxing contro il fuoriclasse Jérôme Le Banner, venendo steso al primo round.
Nel 2003 ebbe la possibilità di vendicarsi di Mark Coleman, il primo lottatore che riuscì a sconfiggere Frye, ma quest'ultimo venne sconfitto nuovamente, questa volta ai punti.
Quell'anno subì invece il desiderio di riscatto di Gary Goodridge, in precedenza sconfitto già due volte da Frye: il trinidadiano mise KO Frye con un calcio alla testa dopo appena 39 secondi.

### Dopo il Pride
La caduta di prestazioni di Frye si completò nel 2004 nella promozione K-1 contro il kickboxer Yoshihiro Nakao, il quale vinse ai punti.
Frye si prese una pausa e tornò a lottare nel 2006 sempre in Giappone, questa volta con la Hero's, vincendo per sottomissione contro l'ex lottatore di sumo Akebono.
Frye proseguì la carriera tra alti e bassi e poté tornare negli Stati Uniti come allenatore di una delle squadre dell'International Fight League, una promozione statunitense organizzata a team di lottatori.
Dal 2007 in poi subì altre sconfitte contro James Thompson, Ikuhisa "Minowaman" Minowa e Dave Herman.
Nel 2011 lottò per il titolo dei pesi mediomassimi nell'organizzazione Gladiator Challenge, ma venne sconfitto per KO al primo round da Ruben Villareal.

## Risultati nelle arti marziali miste
| Risultato  | Record     | Avversario         | Metodo                                   | Evento                               | Data              | Round | Tempo | Città                   | Note                                                    |
| ---------- | ---------- | ------------------ | ---------------------------------------- | ------------------------------------ | ----------------- | ----- | ----- | ----------------------- | ------------------------------------------------------- |
| Sconfitta  | 20–9-1 (1) | Ruben Villareal    | KO (pugni)                               | GC 6 - Mega Stars                    | 11 dicembre 2011  | 1     | 2:30  | Lincoln, Stati Uniti    | Per il titolo dei Pesi Mediomassimi Gladiator Challenge |
| Sconfitta  | 20–8-1 (1) | Dave Herman        | KO Tecnico (pugni)                       | Shark Fights 6: Stars & Stripes      | 12 settembre 2009 | 1     | 1:00  | Amarillo, Stati Uniti   |                                                         |
| Vittoria   | 20–7-1 (1) | Ritch Moss         | Sottomissione (rear naked choke)         | Shark Fights 4                       | 2 maggio 2009     | 1     | 2:48  | Lubbock, Stati Uniti    |                                                         |
| Sconfitta  | 19–7-1 (1) | Ikuhisa Minowa     | Sottomissione (kneebar)                  | Deep: Gladiator                      | 16 agosto 2008    | 1     | 3:56  | Okayama, Giappone       |                                                         |
| Vittoria   | 19–6-1 (1) | Bryan Pardoe       | KO (pugni)                               | NLF: Heavy Hands                     | 26 gennaio 2008   | 1     | 0:47  | Dallas, Stati Uniti     |                                                         |
| Sconfitta  | 18–6-1 (1) | James Thompson     | KO Tecnico (pugni)                       | Pride 34: Kamikaze                   | 8 aprile 2007     | 1     | 6:23  | Saitama, Giappone       |                                                         |
| Vittoria   | 18–5-1 (1) | Kim Min-Soo        | KO (pugno)                               | Hero's 7                             | 9 ottobre 2006    | 2     | 2:47  | Yokohama, Giappone      |                                                         |
| Vittoria   | 17–5-1 (1) | Yoshihisa Yamamoto | Sottomissione (rear naked choke)         | Hero's 6                             | 5 agosto 2006     | 1     | 4:52  | Tokyo, Giappone         |                                                         |
| Parità     | 16–5-1 (1) | Ruben Villareal    | Parità                                   | King of the Cage: Predator           | 13 maggio 2006    | 3     | 5:00  | Globe, Stati Uniti      |                                                         |
| Vittoria   | 16–5 (1)   | Akebono            | Sottomissione (ghigliottina)             | Hero's 5                             | 3 maggio 2006     | 2     | 3:50  | Tokyo, Giappone         |                                                         |
| Sconfitta  | 15–5 (1)   | Yoshihiro Nakao    | Decisione (unanime)                      | K-1 Premium 2004 Dynamite            | 31 dicembre 2004  | 3     | 5:00  | Osaka, Giappone         |                                                         |
| No Contest | 15–4 (1)   | Yoshihiro Nakao    | No Contest (testata involontaria)        | K-1 MMA ROMANEX                      | 22 maggio 2004    | 1     | -     | Saitama, Giappone       |                                                         |
| Sconfitta  | 15–4       | Gary Goodridge     | KO (calcio alla testa)                   | Pride Shockwave 2003                 | 31 dicembre 2003  | 1     | 0:39  | Saitama, Giappone       |                                                         |
| Sconfitta  | 15–3       | Mark Coleman       | Decisione (unanime)                      | Pride 26: Bad to the Bone            | 8 giugno 2003     | 3     | 5:00  | Yokohama, Giappone      |                                                         |
| Sconfitta  | 15–2       | Hidehiko Yoshida   | Sottomissione (armbar)                   | Pride 23: Championship Chaos 2       | 24 novembre 2002  | 1     | 5:32  | Tokyo, Giappone         |                                                         |
| Vittoria   | 15–1       | Yoshihiro Takayama | KO Tecnico (pugni)                       | Pride 21: Demolition                 | 23 giugno 2002    | 1     | 6:10  | Saitama, Giappone       |                                                         |
| Vittoria   | 14–1       | Ken Shamrock       | Decisione (non unanime)                  | Pride 19: Bad Blood                  | 24 febbraio 2002  | 3     | 5:00  | Saitama, Giappone       |                                                         |
| Vittoria   | 13–1       | Cyril Abidi        | Sottomissione (rear naked choke)         | Inoki Bom-Ba-Ye 2001                 | 31 dicembre 2001  | 2     | 0:33  | Saitama, Giappone       |                                                         |
| Vittoria   | 12–1       | Gilbert Yvel       | Squalifica (dita negli occhi)            | Pride 16: Beasts From the East       | 24 settembre 2001 | 1     | 7:27  | Osaka, Giappone         | Debutto in Pride                                        |
| Vittoria   | 11–1       | Eric Valdez        | Sottomissione (strangolamento)           | Unified Shoot Wrestling Federation 5 | 20 giugno 1997    | 1     | 0:49  | Amarillo, Stati Uniti   |                                                         |
| Vittoria   | 10–1       | Tank Abbott        | Sottomissione (rear naked choke)         | Ultimate Ultimate 1996               | 7 dicembre 1996   | 1     | 1:22  | Birmingham, Stati Uniti | Vince il torneo Ultimate Ultimate 1996                  |
| Vittoria   | 9–1        | Mark Hall          | Sottomissione (achilles lock)            | Ultimate Ultimate 1996               | 7 dicembre 1996   | 1     | 0:20  | Birmingham, Stati Uniti | Torneo Ultimate Ultimate 1996, Semifinale               |
| Vittoria   | 8–1        | Gary Goodridge     | Sottomissione (sfinimento)               | Ultimate Ultimate 1996               | 7 dicembre 1996   | 1     | 11:19 | Birmingham, Stati Uniti | Torneo Ultimate Ultimate 1996, Quarti di finale         |
| Vittoria   | 7–1        | Mark Hall          | Sottomissione (strangolamento)           | U-Japan                              | 17 novembre 1996  | 1     | 5:29  | Giappone                |                                                         |
| Sconfitta  | 6–1        | Mark Coleman       | KO Tecnico (pugni)                       | UFC 10: The Tournament               | 12 luglio 1996    | 1     | 11:34 | Birmingham, Stati Uniti | Torneo UFC 10, Finale                                   |
| Vittoria   | 6–0        | Brian Johnston     | KO Tecnico (Sottomissione alle gomitate) | UFC 10: The Tournament               | 12 luglio 1996    | 1     | 4:37  | Birmingham, Stati Uniti | Torneo UFC 10, Semifinale                               |
| Vittoria   | 5–0        | Mark Hall          | KO Tecnico (pugni)                       | UFC 10: The Tournament               | 12 luglio 1996    | 1     | 10:21 | Birmingham, Stati Uniti | Torneo UFC 10, Quarti di finale                         |
| Vittoria   | 4–0        | Amaury Bitetti     | KO Tecnico (pugni)                       | UFC 9: Motor City Madness            | 17 maggio 1996    | 1     | 9:22  | Detroit, Stati Uniti    |                                                         |
| Vittoria   | 3–0        | Gary Goodridge     | Sottomissione (posizione)                | UFC 8: David vs. Goliath             | 16 febbraio 1996  | 1     | 2:14  | Bayamón, Porto Rico     | Vince il torneo UFC 8                                   |
| Vittoria   | 2–0        | Sam Adkins         | KO Tecnico (stop medico)                 | UFC 8: David vs. Goliath             | 16 febbraio 1996  | 1     | 0:48  | Bayamón, Porto Rico     | Torneo UFC 8, Semifinale                                |
| Vittoria   | 1–0        | Thomas Ramirez     | KO (pugno)                               | UFC 8: David vs. Goliath             | 16 febbraio 1996  | 1     | 0:08  | Bayamón, Porto Rico     | Torneo UFC 8, Quarti di finale                          |

## Carriera nel wrestling
Don Frye iniziò la sua carriera da wrestler professionista nel 1997 dopo aver concluso la sua esperienza in UFC, trasferendosi in Giappone per entrare nella New Japan Pro-Wrestling.
Frye divenne ben presto uno dei migliori heel della federazione e nel 1998 vinse il torneo Antonio Final Opponent, torneo che designò lo sfidante nel match contro la leggenda del wrestling Antonio Inoki: fu il match del ritiro di Inoki che sconfisse Frye.
Frye si rese noto per i suoi feud con Kensuke Sasaki e Scott Norton e per essere stato in tag team con Masahiro Chono, con il quale combatté per il IWGP Heavyweight Championship senza successo.
Dopo che cambiò team ed iniziò ad allenarsi con Keiji Muto Frye vinse il torneo G1 World Climax nel 2001; dopo la vittoria decise di interrompere la sua carriera di wrestler per tornare nelle arti marziali miste.
Fece ritorno nel catch nel 2002 per un incontro vinto contro Tadao Yasuda e nel 2003, quando entrò nell'All Japan Pro Wrestling per combattere per il AJPW Triple Crown Heavyweight Championship, perdendo contro Toshiaki Kawada.
Tornò a lottare in tag team con Masahiro Chono, con il quale sconfisse la coppia Hiroyoshi Tenzan-Yūji Nagata, e in un incontro tre-contro-tre si unì a Scott Norton e Manabu Nakanishi per sconfiggere Shinsuke Nakamura, Yutaka Yoshie e Blue Wolf.
Negli anni a seguire venne sconfitto da Jamal e da Josh Barnett nella Inoki Genome Federation.

## Carriera da attore
Frye esordisce come attore nel 2004 quando recita in Gojira - Final Wars nei panni del capitano Douglas Gordon.
Nel 2005 è nel cast del film Just Another Romantic Wrestling Comedy assieme alla wrestler Joanie Laurer e anche in No Rules con, tra gli altri, Randy Couture e Pamela Anderson.
Nel 2006 fa una comparsa in Miami Vice, e recita anche nei film Big Stan (assieme a Randy Couture e Bob Sapp) e Nemico pubblico - Public Enemies.
Grazie alla sua popolarità in Giappone Frye prese parte a diversi spot pubblicitari, come quello degli spaghetti yakisoba prodotti dalla Nissin Foods.
Ha lavorato anche come doppiatore, dando voce al soldato Ant nel film d'animazione Ant Bully - Una vita da formica.